# Walewska Oliveira
Walewska Moreira de Oliveira (* 1. Oktober 1979 in Belo Horizonte; † 21. September 2023 in São Paulo) war eine brasilianische Volleyballspielerin.

## Leben und Wirken
Walewska nahm mit der brasilianischen Nationalmannschaft zwischen 2000 und 2008 dreimal an Olympischen Spielen teil, wobei sie jedes Mal mindestens das Halbfinale erreichte und dabei 2008 in Peking die Goldmedaille sowie 2000 in Sydney die Bronzemedaille gewann. Außerdem wurde sie 1999 Siegerin bei den Panamerikanischen Spielen und 2006 Vizeweltmeisterin. Hinzu kommen mehrere Siege beim Volleyball World Grand Prix.
Während ihrer langen Karriere spielte die Mittelblockerin bei zahlreichen Spitzenvereinen auf der ganzen Welt. Neben vielen nationalen Meisterschaften und Pokalsiegen gab es für Walewska mit Despar Sirio Perugia Siege in der europäischen Champions League 2006 sowie im CEV-Pokal 2005 und 2007.